# Brian Shi
Brian Shi (* 24. Februar 2000 in Jericho, New York) ist ein ehemaliger US-amerikanischer Tennisspieler.

## Karriere
Shi spielte von 2013 bis 2018 auf der ITF Junior Tour und konnte dort auch an zwei Grand-Slam-Turnieren der Junioren teilnehmen. 2017 bei den US Open und 2018 in der Qualifikation der Australian Open verlor er jeweils in der ersten Runde. Im Januar 2018 stand er mit Platz 62 am höchsten in der Junior-Weltrangliste.
Nach zwei Viertelfinals 2018 auf der ITF Future Tour platzierte sich Shi auch in der regulären Tennisweltrangliste und kam dort bis auf Platz 1193 im Einzel. Mitte 2018 begann er ein Studium an der Harvard University, wo er auch College Tennis spielte und in seiner ersten Saison eine Bilanz von 39:21 vorweisen konnte.
Im Februar 2020 erspielte er sich eine Wildcard für das Hauptfeld der New York Open, ein Turnier der ATP Tour. Hier unterlag Shi dem Briten Cameron Norrie mit 5:7, 3:6. Danach nahm er an keinem weiteren Turnier mehr teil.